# Tipasa
Tipasa (árabe: تيبازة Tibaza, antiguamente: Tefessedt, en idioma shenwa: ⴱⴰⵣⴰⵔ Bazar) es una ciudad en la costa de Argelia, capital de la provincia, y subdivisión administrativa wilaya del mismo nombre, a 68 km de la capital nacional. En 2008 tenía una población de 25.225 habitantes.
Esta zona fue declarada Patrimonio de la Humanidad por la Unesco en el año 1982.

## Historia

### Historia antigua
Fundada por los fenicios, el emperador Claudio la convirtió en una colonia militar para la conquista de los reinos de Mauritania. Luego se convirtió en un municipio llamado Colonia Aelia Augusta Tipasensium, que alcanzó una población de 20 000 habitantes en el siglo IV según el historiador Gsell. Fue una de las ciudades más importantes del Imperio romano en la actual Argelia, junto con Timgad, Hippo Regius y Djémila.
La ciudad romana fue construida en tres pequeñas colinas que dominaban el mar, a casi 20 km al este de Cherchell (capital de Mauritania Cesariense). De las viviendas, la mayoría de las cuales estaban en la colina central, no quedan rastros; pero hay ruinas de tres iglesias: la Gran Basílica, la Basílica de Alejandro en la colina occidental, y la Basílica de Santa Salsa en la colina oriental, dos cementerios, los baños, el teatro, el anfiteatro y el ninfeo. La línea de las murallas puede rastrearse claramente y al pie de la colina oriental se encuentran los restos del antiguo puerto.
Las basílicas están rodeadas de cementerios, llenos de ataúdes, todos de piedra y cubiertos con mosaicos. La basílica de Sta. Salsa, que fue excavada por Stéphane Gsell, consta de una nave y dos pasillos, y todavía conserva un mosaico. La Gran Basílica sirvió durante siglos como cantera, pero todavía es posible distinguir el plano del edificio, que se dividió en siete naves. Bajo los cimientos de la iglesia hay tumbas excavadas en la roca sólida. Entre ellas hay una circular, con un diámetro de 18 m y espacio para 24 ataúdes.

Bajo el dominio romano, la ciudad adquirió una mayor importancia comercial y militar debido a su puerto y su posición central en el sistema de caminos de la costa romana en el norte de África. Se construyó un muro de aproximadamente 7500 pies (2300 metros) alrededor de la ciudad para la defensa contra las tribus nómadas, y se construyeron edificios públicos y distritos de casas dentro del recinto. Tipasa se convirtió en un centro importante del cristianismo en el siglo III. La primera inscripción cristiana en Tipasa data de 238, la ciudad vio la construcción de una gran cantidad de edificios religiosos cristianos en los siglos III y IV posteriores ... Aproximadamente en el 372 Tipasa aguantó un asalto de Firmus, el líder bereber de una rebelión que había invadido las ciudades cercanas de Caesarea (Cherchell moderno) e Icosium (Argel moderna). Tipasa sirvió entonces como base para la contra-campaña romana. Sin embargo, las fortificaciones de Tipasa no impidieron que la ciudad fuera conquistada por los vándalos cerca del año 429, poniendo fin a la prosperidad que la ciudad había disfrutado durante el período romano. En el año 484, durante la persecución de la iglesia católica por parte del rey vándalo Huneric, el obispo católico de Tipasa fue expulsado y reemplazado por un obispo arriano, lo que llevó a muchos habitantes de la ciudad a huir a España.
Enciclopedia Británica.

Comercialmente Tipasa fue de considerable importancia, pero no se distinguió en el arte. El cristianismo se introdujo por primera vez en el siglo III y Tipasa fue una sede episcopal, ahora está inscrita en la lista de sedes titulares de la Iglesia católica.

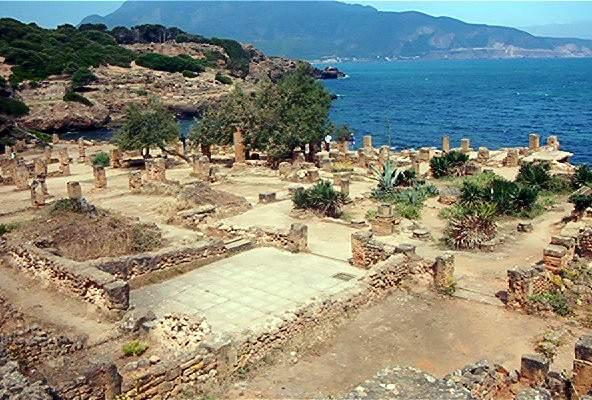
Actuales ruinas de la Tipasa romana

La mayoría de los habitantes continuaron siendo no cristianos hasta que, según la leyenda, Salsa, una doncella cristiana, arrojó la cabeza de su ídolo de serpiente en el mar, con lo que la enfurecida población la apedreó hasta la muerte. El cuerpo, milagrosamente recuperado del mar, fue enterrado, en la colina sobre el puerto, en una pequeña capilla que dio lugar posteriormente a la majestuosa basílica. El martirio de Salsa tuvo lugar en el siglo IV. En el año 484 el rey vándalo Hunerico (477-484) envió un obispo arriano a Tipasa; con lo que gran parte de los habitantes huyó a Hispania, mientras que muchos de los restantes fueron cruelmente perseguidos.
Tipasa revivió por un breve tiempo durante la ocupación bizantina en el siglo VI, pero recibió el nombre árabe de Tefassed cuando llegaron árabes. El término traducido significa «gravemente dañado».

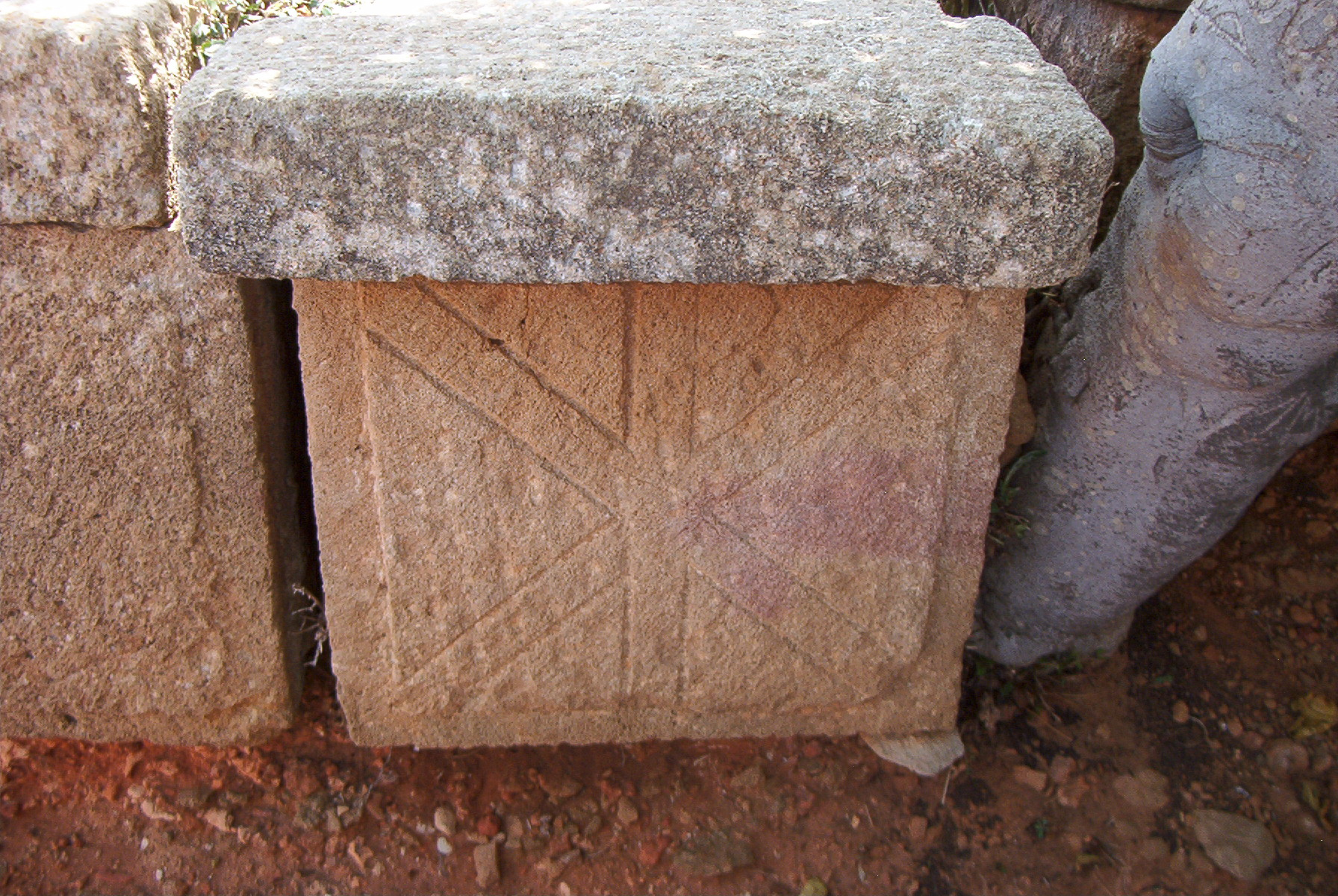
Tumba cristiana en una basílica romana de Tipasa.

En el siglo III el cristianismo fue adorado por todos los bereberes romanizados y colonos romanos de Tipasa. De este período viene el epitafio cristiano más antiguo del África romana fechado el 17 de octubre del año 237.  En la ciudad se construyeron las mayores basílicas de la Argelia real: la basílica de Alejandro y la basílica de Santa Salsa. Tipasa fue parcialmente destruida por los vándalos en el 430, pero fue reconstruida por los bizantinos un siglo después. A fines del siglo VII, la ciudad fue destruida por los árabes y reducida a ruinas.

## Era moderna
En 1857 se instaló nuevamente el área, con la creación de la ciudad de Tipaza que ahora tiene casi 30 000 habitantes. Cerca de Tipaza, en 36°33'58"N, 2°28'50"E, hay un transmisor de onda larga Tipaza, una instalación para transmitir un programa de habla francesa en la frecuencia de onda larga 252 kHz, que puede ser bien recibido en muchas partes de Europa.
El novelista, ensayista, dramaturgo y filósofo francés Albert Camus, nacido en Argelia, escribió dos ensayos sobre esta ciudad; Bodas en Tipasa y Retorno a Tipasa. En 1961, dentro de las ruinas romanas, frente al mar y al monte Chenoua, se erigió una estela en honor a Albert Camus con esta frase en francés extraída de su obra Bodas en Tipasa (Noces à Tipasa): “Entiendo aquí lo que se llama gloria: el derecho a amar sin medida " (« Je comprends ici ce qu'on appelle gloire : le droit d'aimer sans mesure. »).

## Amenazas
No se describen.

## Galería

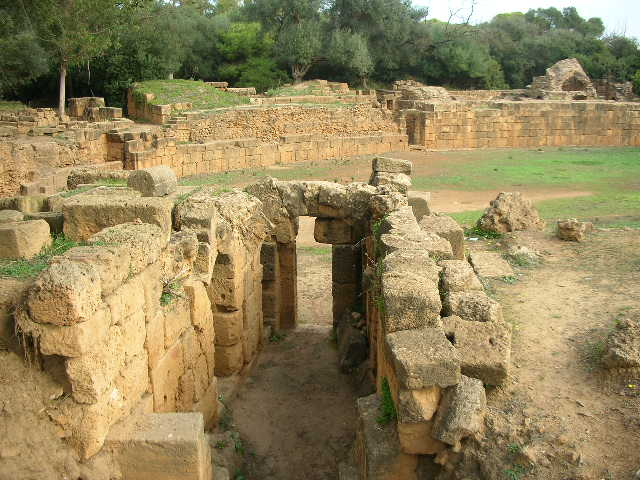
Ruinas de Tipasa, Argelia.
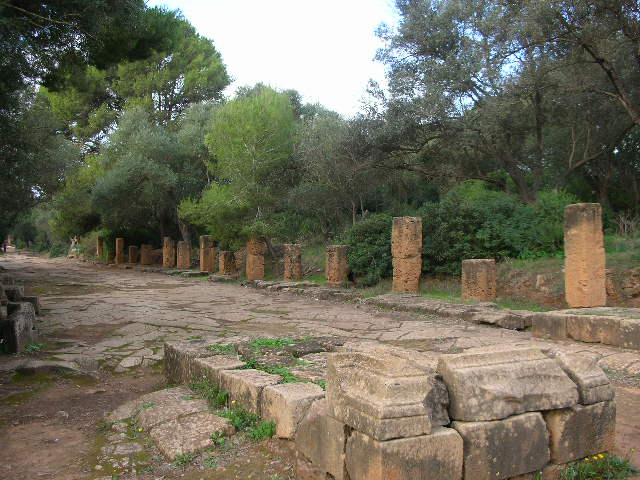
Ruinas romanas de Tipasa (basílica)
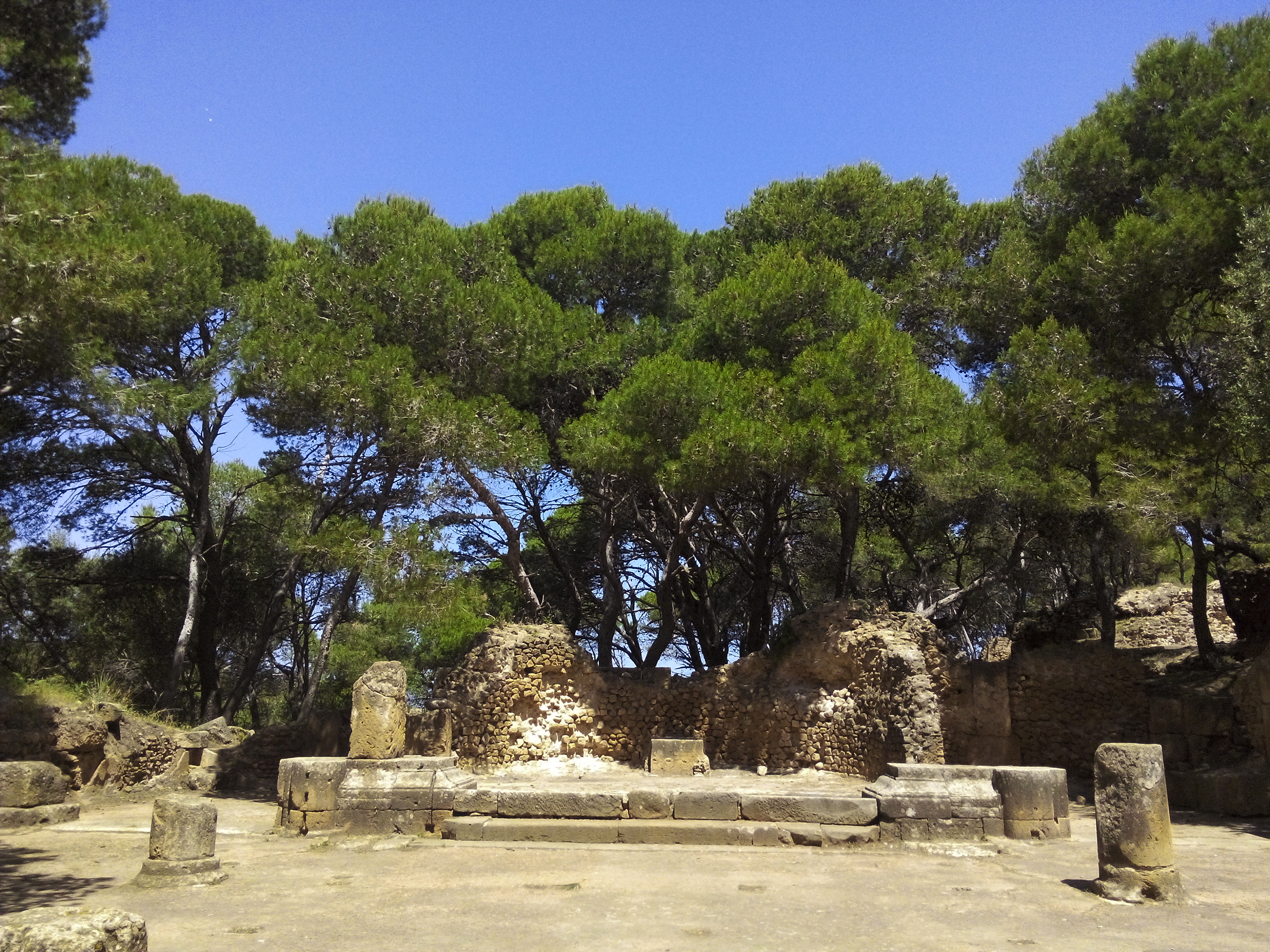
Ruinas de Tipasa, Argelia.
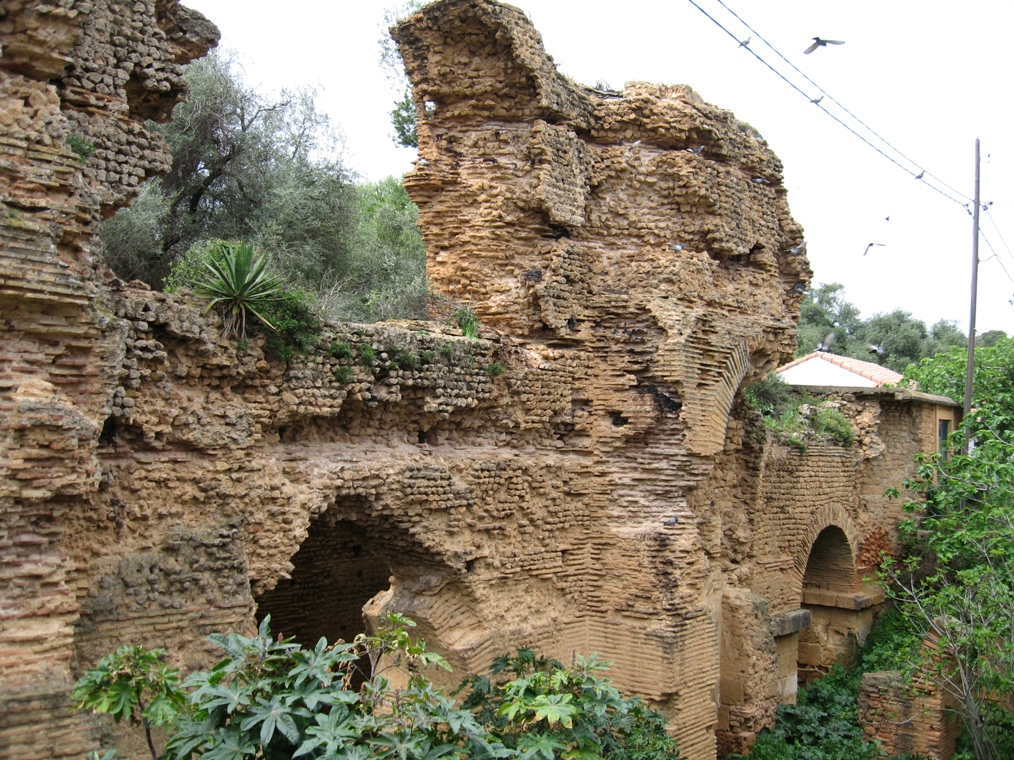
Puerta romana de Tipasa, Argelia
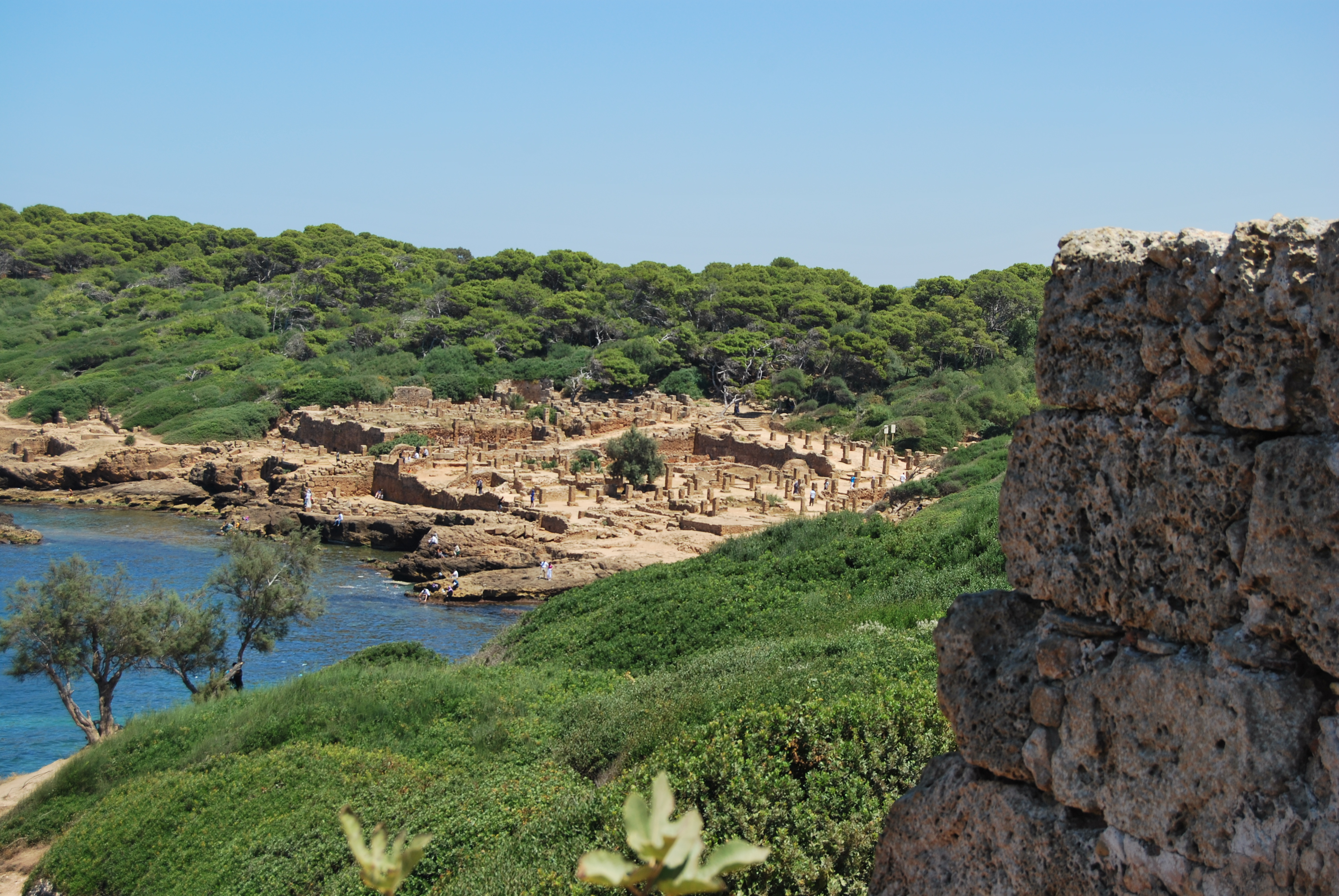
Vista panorámica de Tipasa
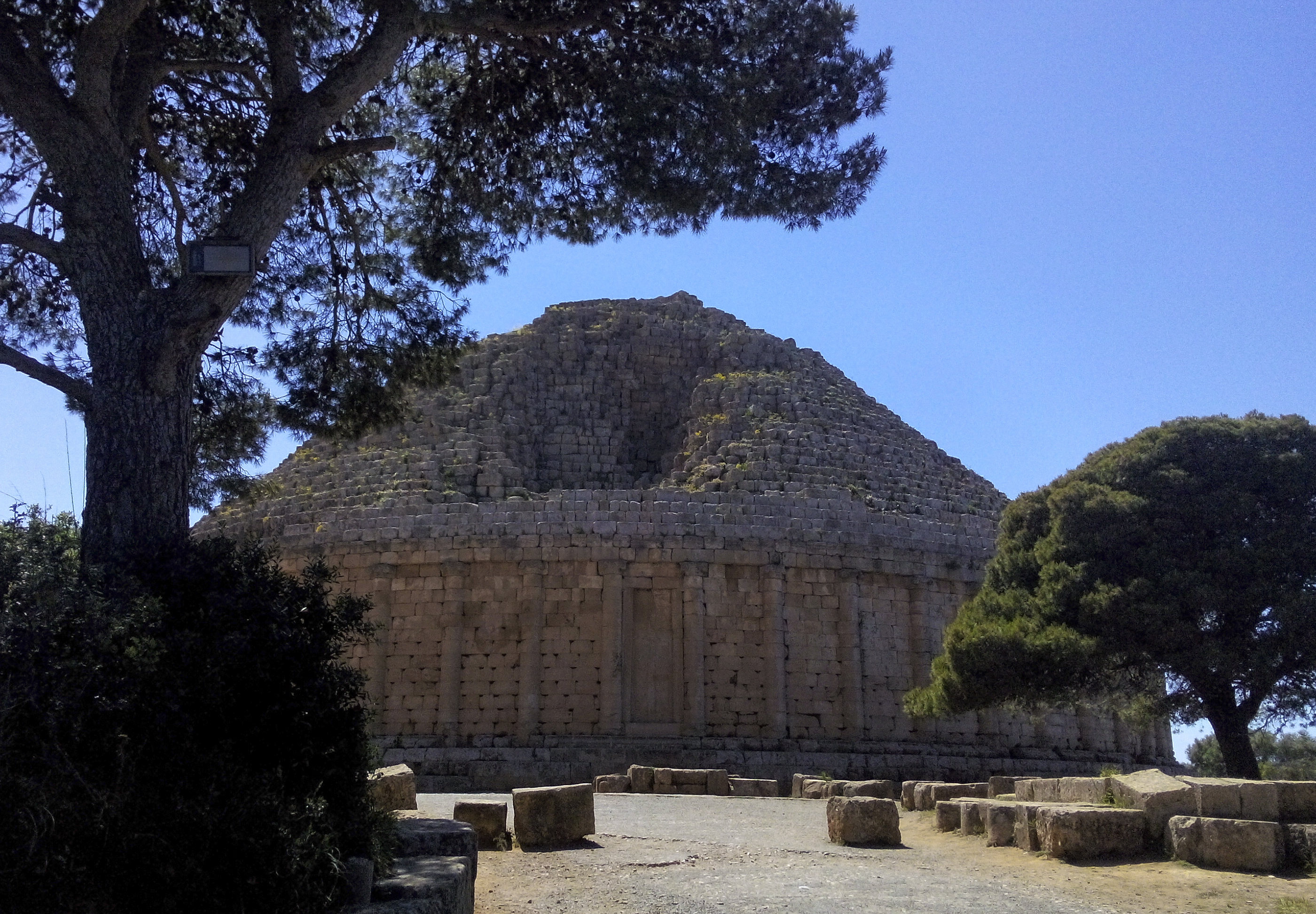
Mausoleo real de Mauritania de Juba II y Cleopatra Selene II
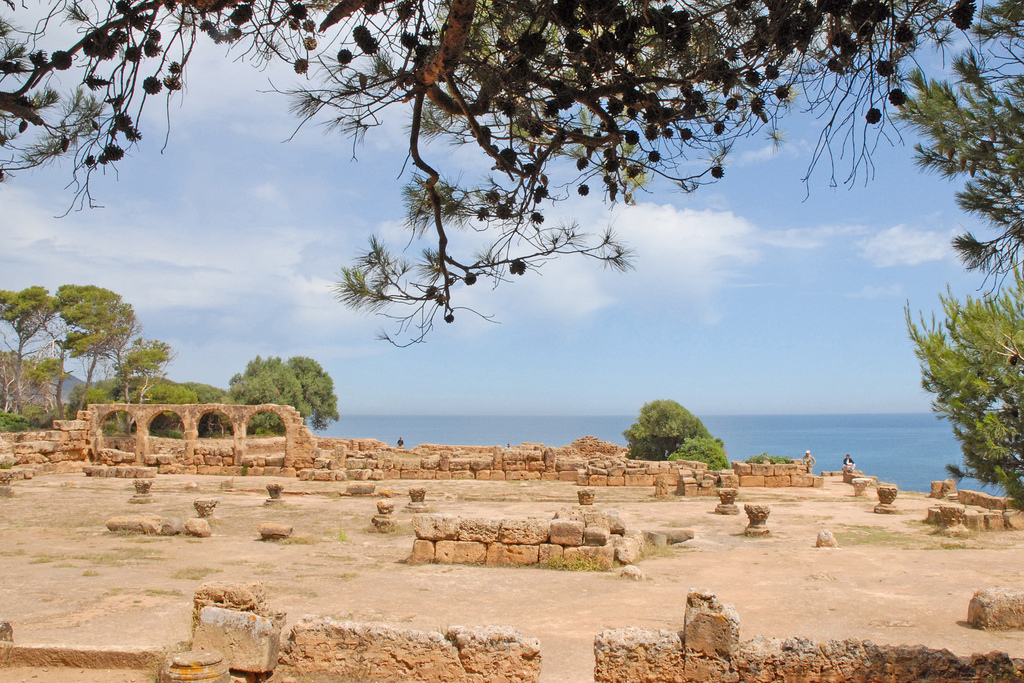
Vestigios de una iglesia cristiana
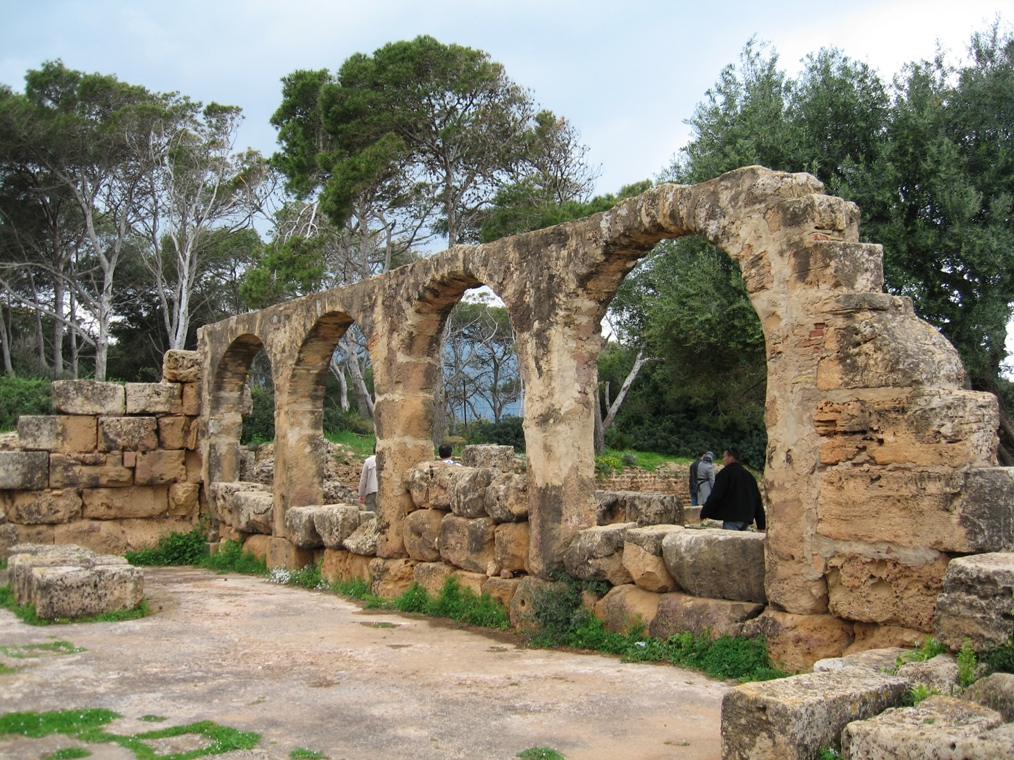
Vista de parte de las ruinas de Tipasa
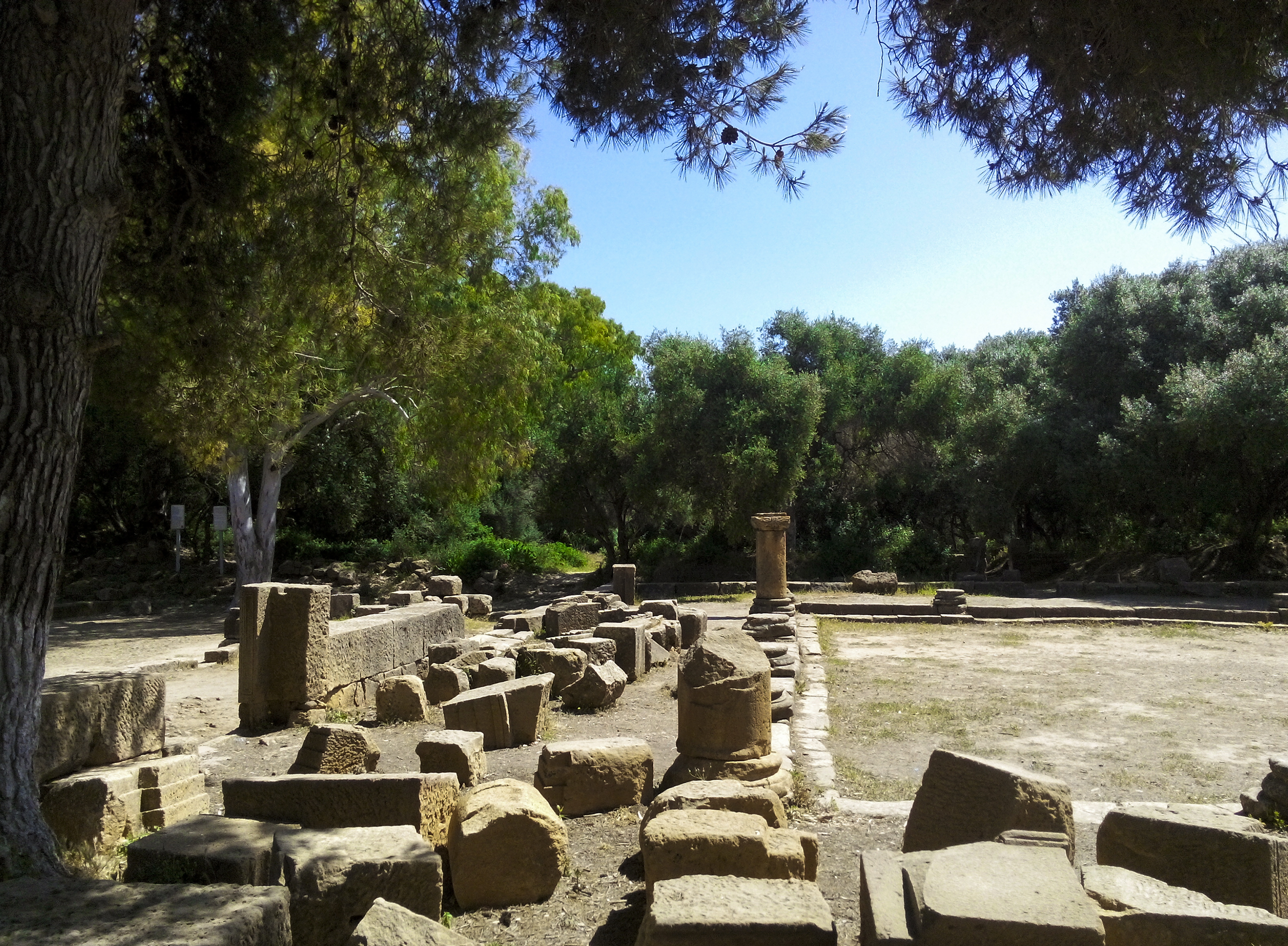
Ruinas de Tipasa, Argelia.
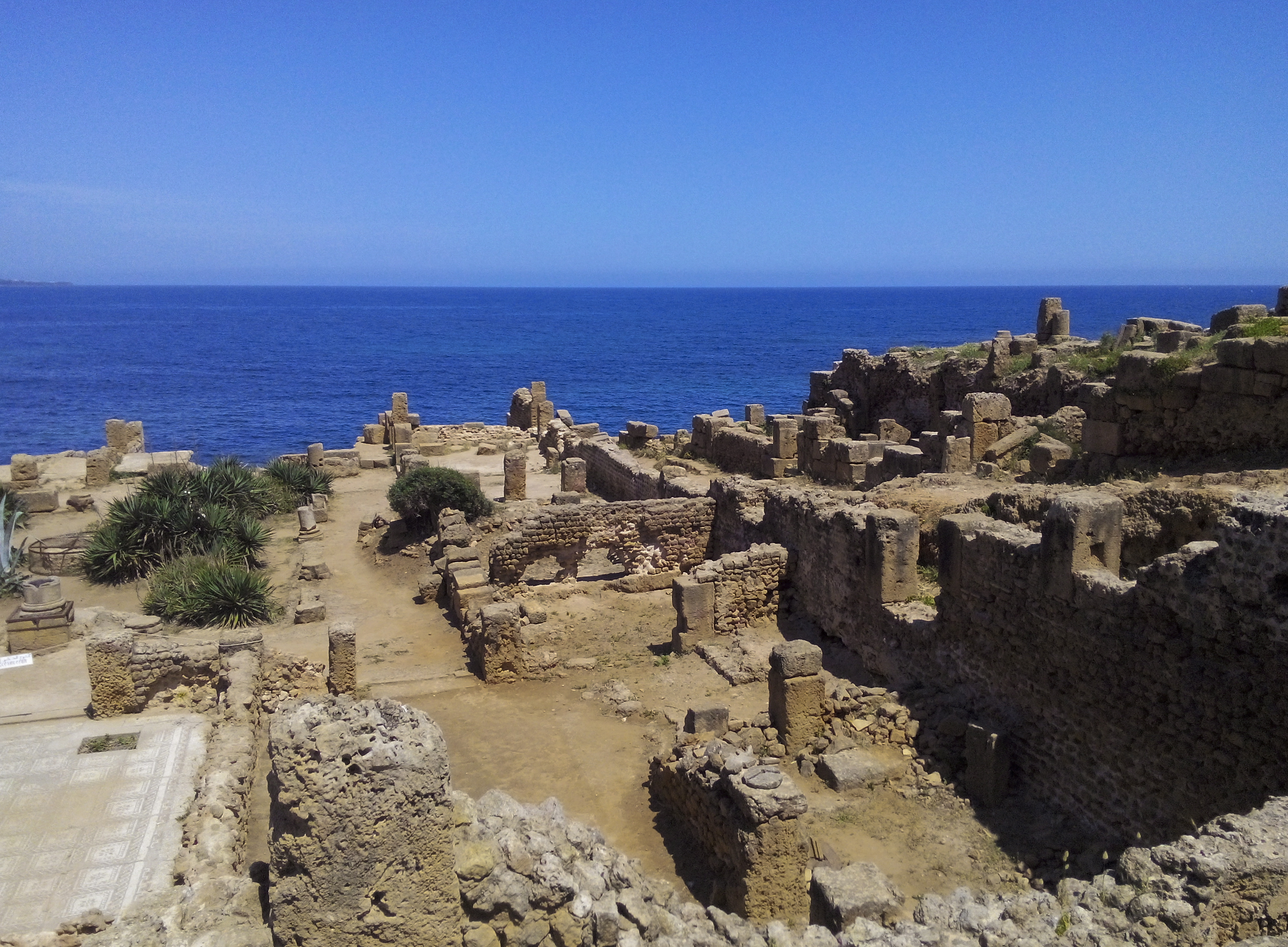
Ruinas de Tipasa, Argelia.
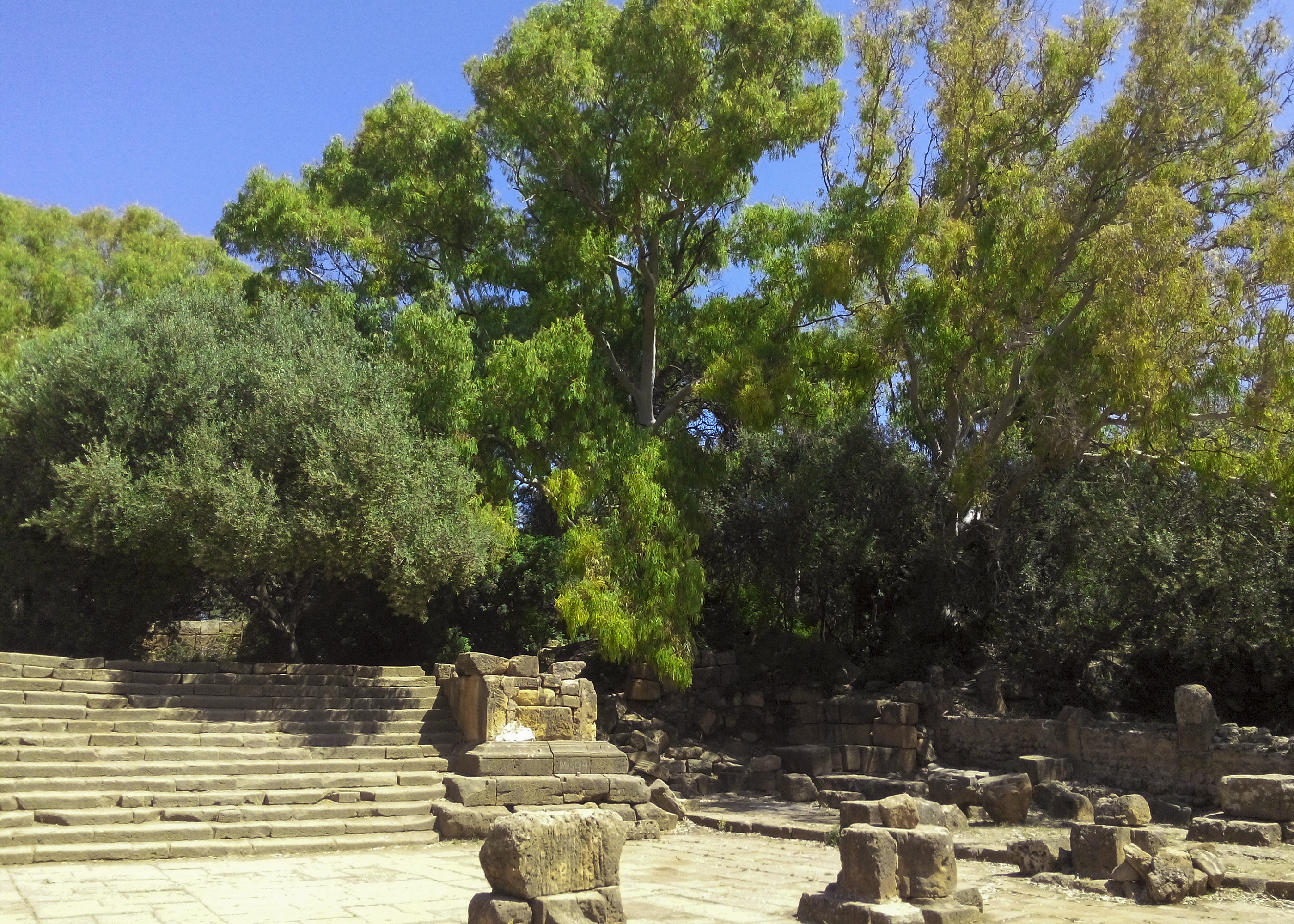
Ruinas de Tipasa, Argelia.